# دریاچه البرو، نوا اسکوشیا
دریاچه البرو، نوا اسکوشیا (به انگلیسی: Albro Lake, Nova Scotia) یک منطقهٔ مسکونی در کانادا است که در نوا اسکوشیا واقع شده‌است.

## خصوصیات
دریاچه البرو ۶۰ متر بالاتر از سطح دریا واقع شده‌است.